# Enea
Enea je žensko osebno ime.

## Izvor imena
Ime Enea je ženska oblika moškega osebnega imena Enej.

## Pogostost imena
Po podatkih Statističnega urada Republike Slovenije je bilo na dan 31. decembra 2007 v Sloveniji število ženskih oseb z imenom Enea: 17.

## Osebni praznik
Osebe z imenom Enea lahko godujejo takrat kot osebe z imenom Enej.